# Мост Витовта Великого
Мост Витовта Великого (лит. Vytauto Didžiojo tiltas) — автодорожный металлический балочный мост через реку Нямунас в Каунасе, Литва. Соединяет центральную часть города с районом Алексотас. Мост включён в Регистр культурных ценностей Литовской Республики, охраняется государством (код 11627).

## Расположение
Соединяет проспект Караляус Миндауго (лит. Karaliaus Mindaugo prospektas) с улицей Вейвериу (лит. Veiverių gatvė). На левом берегу к мосту подходят улицы Г. и О. Минковских (лит. H. ir O. Minkovskių gatvė) и Ужнемунес (лит. Užnemunės gatvė). Рядом с мостом расположены Костёл Витовта и фуникулёр Алексотаса.
Выше по течению находится пешеходный мост по улице Майрониса, ниже — Лампеджяйский мост.

## Название
Деревянный мост, построенный немецкими военными в 1915 году, назывался Hohenzollernbrücke. Постоянный мост, открытый 1930 году, по предложению бурмистра Каунаса Йонаса Вилейшиса был назван в честь Витовта Великого. В сентябре 1940 года в ходе кампании по переименованию названий, относящихся к периоду независимой Литвы, по решению мэра Каунаса Антанаса Гармауса мост был переименован в Алексотский. 25 мая 2008 года решением Городского совета мосту было присвоено название Витовта Великого.

## История
В 1853 году, когда было построено шоссе Петербург—Варшава, через Неман мост соорудили плашкоутный мост, который разбирался осенью перед ледоставом и весной, после ледохода, вновь собирался. Длина моста составляла 245 м, ширина проезжей части — 2,4 м. В остальное время действовала паромная переправа из двух плоскодонных судов.
Мост в шутку называли самым длинным мостом в мире, так как по нему нужно было идти целых тринадцать суток. В Каунасе (Ковенская губерния Российской империи) был юлианский календарь, а в Алексотасе (Сувалкская губерния царства Польского) действовал григорианский календарь. В начале XX века разница между календарями составляла 13 дней.
Весной 1913 года во время половодья часть моста была разрушена. Некоторое время для переправы людей использовался небольшой пароход «Гродно». Ежегодный ремонт и содержание двух наплавных мостов через Неман и Вилию обходились городской казне примерно в 15 тысяч. руб. Тем не менее, комендант крепости утверждал, что постоянный мост через реку будет угрожать безопасности города. В 1914 году, после начала Первой мировой войны, в 200 м выше по течению от костёла Витовта был построен деревянный мост. В августе 1915 года он был сожжён отступавшими русскими войсками. Немецкие военные построили новый деревянный разводной мост с использованием оставшихся опор. Мост состоял из трех раскосных ферм системы Гау, одного разводного пролёта и 12 пролётов меньшего размера. Этот мост существовал до открытия постоянного моста в 1930 году, после чего был разобран.
В 1926 году был объявлен конкурс на проект постоянного моста через Неман в створе улицы Бирштоно. Из 10 поступивших проектов победителем был признан проект шестипролётного моста длиной около 330 м с путепроводами на обоих берегах и эстакадой на левом берегу. Однако мост был признан слишком дорогим. Для удешевления проекта было выбрано новое местоположение моста — у костёла Витовта. Разработку проекта и строительство моста выполнила датская компания Højgaard & Schultz A/S (инженер К. Хейгаард). Мост строился 20 месяцев, строительные работы производились под руководством инженера А. Мурзы. Общая стоимость строительства составила 3,61 млн лит. Торжественное открытие моста состоялось 11 января 1930 года в присутствии президента А. Сметоны и бурмистра Каунаса Й. Вилейшиса.
Мост был пятипролётный металлический разводной. Постоянные пролёты длиной по 52,25 м перекрывались стальными арочными фермами. Поверх металлических балок пролётного строения была устроена монолитная бетонная плита проезжей части, тротуары были вынесены на консоли. Центральный пролёт был разводной двукрылый, раскрывающейся системы с шарнирно прикрепленным противовесом и с неподвижной осью вращения, с электромеханическим приводом и отверстием в свету 20 м. Каждое крыло разводного пролёта было уравновешено системой противовесов, подвешенных к его нижней части на шарнирах по системе Штрауса.
Все опоры моста были из монолитного бетона на свайном основании из деревянных свай. Длина моста по задним граням устоев составляла 252,64 м, ширина — 12,60 м (в том числе ширина проезжей части 8 м и два тротуара по 1,55 м).

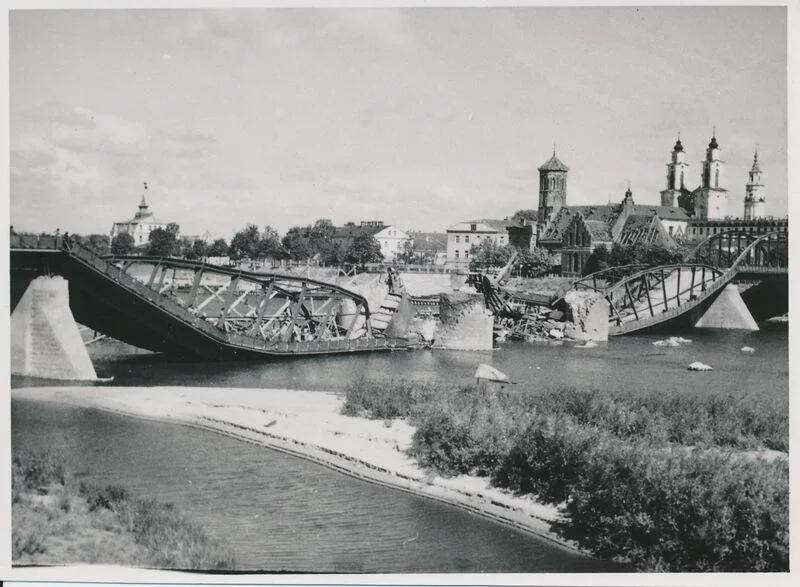
Взорванный мост в 1941 году

24 июня 1941 года после нападения Германии на СССР мост был взорван отступавшими частями Красной Армии. В течение 9 месяцев мост был восстановлен немецкими военными. В августе 1944 года он был взорван отступавшими немецкими войсками. После войны был построен временный деревянный мост, который был снесен в 1946 году во время половодья. В 1946—1948 годах по проекту ленинградского института «Проектстальконструкция» советскими военными и немецкими военнопленными на старых опорах был построен новый металлический балочный мост с центральным разводным пролётом. Архитектурное оформление разработал архитектор Л. Казаринский. На мосту было установлено чугунное перильное ограждение художественного литья с использованием советской символики – звезды и цветочные мотивы. На пилонах были помещены барельефы с изображением герба Литовской ССР.

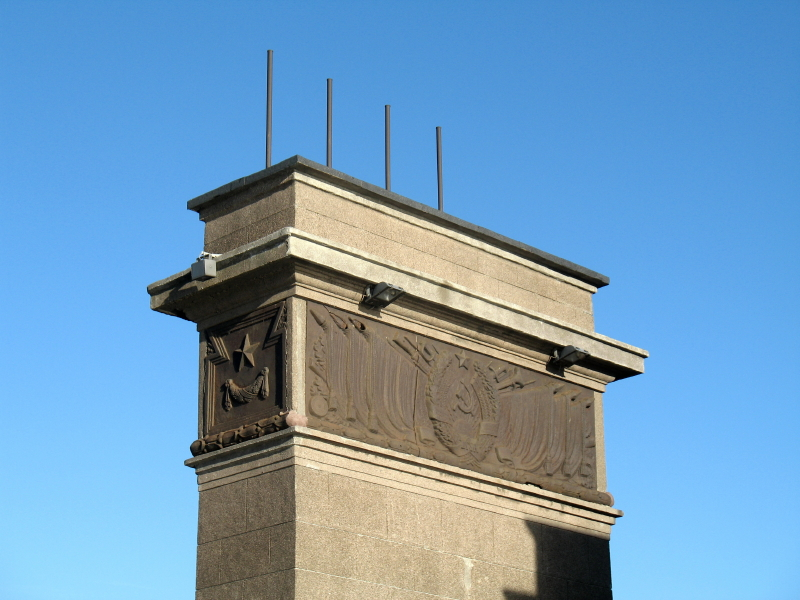
Барельефы с советской символикой на пилоне моста, демонтированные в 2015 г.

12 июня 1995 года мост был внесён в регистр культурных ценностей Литвы. В феврале 2005 года мост был закрыт на капитальный ремонт. В ходе работ металлические балки пролётного строения были отремонтированы и окрашены, в центральном пролёте устроена железобетонная плита проезжей части (мост перестал быть разводным). Взамен чугунного перильного ограждения и торшеров освещения с советской символикой по проекту архитектора Р. Палиса установлены новые перила и опоры освещения. Работы производились компанией Kauno tiltai. Часть старых перил была перенесена в парк Грутас. Для движения мост был открыт 30 октября того же года. В 2007 году на левом берегу с низовой стороны моста была построена смотровая площадка с винтовой лестницей для спуска на набережную. В период с февраля по март 2015 года с пилонов были демонтированы барельефы с советской символикой.

## Конструкция
Мост пятипролётный металлический неразрезной балочный. Схема разбивки на пролёты: 52,8 + 52,8 + 29,4 + 52 8 + 52,8 м. Пролетное строение сталежелезобетонное из стальных двутавровых балок и железобетонной плиты проезжей части. В крайних пролетах по 8 стальных двутавровых балок высотой 1,88 м. Главные балки объединены между собой поперечными связями. Опоры моста монолитные железобетонные на свайном основании. Длина моста составляет 256,6 м, ширина моста — 15 м (из них ширина проезжей части — 11,6 м и два тротуара по 1,8 м).
Мост предназначен для движения автотранспорта и пешеходов. Проезжая часть включает в себя 3 полосы для движения автотранспорта. Покрытие проезжей части — асфальтобетон. Тротуары отделены от проезжей части металлическим барьерным ограждением. Перильное ограждение металлическое простого рисунка, заканчивается на устоях железобетонным парапетом. На левом берегу с низовой стороны устроен лестничный спуск на нижний ярус набережной. Над опорами №3 и 4 установлены железобетонные пилоны, облицованные гранитом.